# رصد جهانی زبان
رصد جهانی زبان (به انگلیسی: Global Language Monitor)، (اختصاری GLM یا جی‌ال‌ام)؛ یک شرکت مستقر در آستین، تگزاس است که ترندهای زبان انگلیسی را تجزیه و تحلیل می‌کند.

## تاریخچه
جی‌ال‌ام که در سال ۲۰۰۳ میلادی توسط پل جی جی پیاک در سیلیکون ولی تأسیس شد، نقش خود را به عنوان «یک شرکت تحلیلی رسانه‌ای که روندهای فرهنگی زبان در سراسر جهان را مستند، تجزیه و تحلیل و ردیابی می‌کند، با تأکید ویژه بر انگلیسی بین‌المللی و جهانی» توصیف می‌کند. در آوریل ۲۰۰۸ میلادی، جی‌ال‌ام دفتر مرکزی خود را از سن دیگو به آستین منتقل کرد.
در ژوئیه ۲۰۲۰ میلادی، جی‌ال‌ام اعلام کرد که کلمۀ کووید برترین کلمهٔ آن در سال ۲۰۲۰ میلادی برای انگلیسی است.
این شرکت بارها توسط زبانشناسان به دلیل ترویج اطلاعات نادرست در مورد زبان مورد انتقاد قرار گرفته است. بن زیمر (زبان‌شناس)، با نوشتن در لنگوایج‌لاگ (گزارش زبان)، آن را متهم کرد که «خبرنگاران ناآگاه را در مورد طیف وسیعی از ادعاهای شبه علمی، گمراه کرد».